# Dümmerth Dezső
Dümmerth Dezső (Budapest, 1925. július 5. – Budapest, 1997. november 22.) történész, író. Főleg 1982-es nyugdíjazása után írta ismeretterjesztő műveit, amelyek alapján ismertté vált.

## Élete
Apja Dr. Dümmerth László (1893–1965), pénzügyi főtanácsos, jogász, anyja Reichardt Sarolta volt. Az apai nagyszülei Dümmerth József, iharosberényi építőmester, és Takler Lujza voltak. Az anyai nagyszülei Reichardt János (1872–1947), budapesti kereskedő, és Kántor Zsófia (1874–1944) voltak.
Tanulmányait a Pázmány Péter Tudományegyetemen végezte (ma ELTE) történelem, földrajz és művészettörténet szakokon. 1945-től az egyetem dékáni hivatalában dolgozott, majd a budapesti Egyetemi Könyvtárban helyezkedett el mint könyvtáros. Nyugdíjazásáig itt tevékenykedett, legmagasabb beosztása a főmunkatárs volt. Az Egyetemi Könyvtár kézirattára, a Magyar Könyvszemle, a Történelmi Szemle és a Filológiai Közlöny több publikációját tartalmazza. Ő kezdte el a könyvtár anyagának rendezését azzal, hogy a korábbi, 1632-ben és 1690-ben írt, kézírásos katalógusok bejegyzéseit párosította a megfelelő művekkel. Az utóbbi 5500 könyv adatait tartalmazta, amelynek eredményeit időnként a Filológiai Közlönyben publikálta. Ezek közt volt Thuróczi János Magyar krónikája is. 1992-től a Miskolci Bölcsész Egyesület (MBE) meghívott tanára volt.
1982-ben nyugdíjazták, 1997. november 22-én halt meg. December 3-án temették el a Farkasréti temetőben.

## Művei
- Pest város társadalma 1686-1696 – A török hódoltság utáni első évtized lakosságának gazdasági, társadalmi és személyes életviszonyai Mária Terézia koráig, Néhány fekete-fehér fotóval, egy kihajtható melléklettel., Budapest: Akadémiai (1968)
- Az Árpádok nyomában, Színes illusztrációkkal. A könyvhöz az Árpád-ház leszármazási táblázata c. melléklet tartozik., Budapest: Panoráma. ISBN 963-243-079-4 (1977)
- Az Anjou-ház nyomában, Fekete-fehér fotókkal illusztrálva. Melléklettel., Budapest: Panoráma. ISBN 963-243-179-0 (1982)
- A két Hunyadi, Néhány színes illusztrációval., Budapest: Panoráma. ISBN 963-243-279-7 (1985)
- Álmos, az áldozat, Fekete-fehér illusztrációkat tartalmaz., Budapest: Panoráma. ISBN 963-243-325-4 (1986)
- Emese álma/Virrasztó Géniusz – Történelmi érvelések-Művészsorsok Európában, Fekete-fehér ábrákkal illusztrált., Budapest: Ifjúsági Lap- és Könyvkiadó. ISBN 963-422-490-3 (1987)
- Írástudók küzdelmei – Magyar Művelődéstörténeti Tanulmányok. Budapest: Panoráma. ISBN 963-243-351-3 (1987)
- A titokzatos jelbeszéd – A magyar szent királyok nemzetsége. Budapest: Panoráma. ISBN 963-243-330-0 (1989)
- Az Árpádok és a magyar szent-kultusz kialakulása. Budapest: UNIÓ Lap- és Könyvkiadó Kereskedelmi Kft.. ISBN 963-388-205-2 (1989)
- Ihlet és sugallat – Esszék: 1956, 1961, 1989-1996.. Budapest: UNIÓ Lap- és Könyvkiadó Kereskedelmi Kft.. ISBN 963-8435-09-7 (1996)